# San Salvatore ai Monti
San Salvatore ai Monti, även benämnd San Salvatore de Subura och San Salvatore a Torre Secura, är en kyrkobyggnad i Rom, helgad åt Frälsaren. Kyrkan är belägen vid Via della Madonna dei Monti i Rione Monti och tillhör församlingen Santa Maria ai Monti.
Tillnamnet ”Monti” åsyftar Rione Monti, medan tillnamnet ”Subura” avser stadsdelen Subura. ”Torre Secura” syftar på ett försvarstorn som tidigare stod framför kyrkan.

## Kyrkans historia
Kyrkan uppfördes på 1100-talet. Dess första dokumenterade omnämnande återfinns i Catalogo di Cencio Camerario, en förteckning över Roms kyrkor, sammanställd av Cencio Savelli år 1192 och bär där namnet Salvatori Sibure.
I samband med Roms skövling år 1527 brändes kyrkan; den återuppbyggdes under senare hälften av 1500-talet. År 1630 lät kardinal Antonio Barberini, påve Urban VIII:s bror, vid kyrkan uppföra Collegio dei Neofiti, en institution med syfte att fostra konvertiter från judendomen. År 1762 byggdes kyrkan om från grunden (a fundamentis) på uppdrag av påve Clemens XIII. En restaurering företogs av påve Pius X år 1904.
Den enkla fasaden har fyra pilastrar utan kapitäl och kröns av ett triangulärt pediment. Till höger ses en liten kampanil i två våningar.
Inskriptionen ovanför ingångsportalen minner om ombyggnaden år 1762:
Enligt ett dokument från år 1727 hade kyrkan tre altaren. Högaltaret hade en målning föreställande Kristus bärande korset, utförd av Giovanni Francesco Sironi. Denne hade även målat de två sidoaltarnas Den helige Antonius (höger) och De heliga Anna, Matteus och andra helgon (vänster). Högaltaret har sedan 1904 en lynett med en välsignande Kristus, ett verk av Wolfango Conti.

## Omnämningar i kyrkoförteckningar
| Katalog                      | År         | Benämning                            |
| ---------------------------- | ---------- | ------------------------------------ |
| Catalogo di Cencio Camerario | 1192       | Salvatori Sibure                     |
| Il Catalogo Parigino         | cirka 1230 | Salvator de Subura                   |
| Il Catalogo di Torino        | cirka 1320 | Ecclesia sancti Salvatoris de Subura |
| Il Catalogo del Signorili    | cirka 1425 | sci. Salvatoris de Subura            |